# Szádra ne vedd
A Szádra ne vedd (eredeti cím:: Speak No Evil) 2024-es amerikai lélektani filmthriller, amelyet James Watkins írt és rendezett. A 2022-es A látogatás című dán film amerikai remake-je. A főbb szerepekben James McAvoy, Mackenzie Davis, Aisling Franciosi, Alix West Lefler, Dan Hough és Scoot McNairy látható. Jason Blum producerként működik közre a Blumhouse Productions nevű cégén keresztül.
Az Amerikai Egyesült Államokban 2024. szeptember 13-án került mozikba a Universal Pictures forgalmazásában. Magyarországon egy nappal korábban, szeptember 12-én mutatta be a UIP-Dunafilm.

## Cselekmény
Az olaszországi nyaralás során az amerikai házaspár, Louise és Ben Dalton, valamint tizenéves lányuk, Agnes találkozik a szabad szellemű brit házaspárral, Paddyvel és Cirával, valamint fiukkal, Ant-tal, és összebarátkozik velük. Otthon, Londonban Louise és Ben összevesznek Ben munkanélkülisége és Louise hűtlensége miatt. Paddy és Ciara levelet kapnak, amelyben meghívják Daltonékat a távoli vidéki farmjukra. A család úgy dönt, hogy elmennek, remélve, hogy a környezetváltozás jót tesz nekik és Agnesnek, aki szorong, és ragaszkodik egy plüssnyúl játékhoz.
A tanyára érkezve Louise-t, Bent és Agnest szívélyesen fogadják, de ahogy egyre több időt töltenek a házban, egyre jobban idegesítik őket a furcsa incidensek és a vendéglátóik passzív-agresszív viselkedése, amely átlépi a határokat. Louise-t az is zavarja, hogy Paddy és Ciara agresszívan bánik Ant-tal, akiről megtudják, hogy olyan betegséggel született, amely miatt kisebb lett a nyelve és képtelen kommunikálni. Egy este a felnőttek elmennek vacsorázni, Agnest és Antot egy Muhjid nevű bébiszitterre bízzák, ami idegesíti Daltonékat. Miközben Muhjiddal bújócskázik, Ant megmutatja Agnesnek Paddy óragyűjteményét és egy idegen nyelven írt üzenetet, de Agnes képtelen megérteni őt. A vacsoránál Paddy kétségbe vonja Louise vegetarianizmusát, és tréfásan szexuális aktust hajt végre Ciarával, megdöbbentve ezzel a vendégeiket. Visszatérve Louise később felfedezi, hogy Agnest egy ágyba költöztették a részeg Paddyvel és Ciarával. Louise elborzadva menekül a családjával, de Agnes miatt kénytelenek visszatérni, aki hátrahagyta plüssnyúlját.
A játék visszaszerzése után Paddy és Ciara bocsánatot kérnek a viselkedésükért, és finoman megvádolják Daltonékat, hogy elítélik őket. Daltonék úgy döntenek, hogy maradnak, hogy megőrizzék a békét, de a furcsa, nyugtalanító viselkedés folytatódik. Egy incidens után, amikor Paddy egy bögrével dobja meg Antot, Ant ellop egy kulcscsomót, és egy zárt fészerbe vezeti Agnest. Odabent különböző családok csomagjainak és személyes tárgyainak gyűjteménye található. Egy fotókönyv segítségével Ant elárulja Agnesnek, hogy Paddy és Ciara nem az igazi szülei, hanem sorozatgyilkosok, akik családokat csalnak a farmjukra, kirabolják és megölik őket, majd kivágják a gyerekek nyelvét, és a következő áldozataik elcsábításához használják fel őket. Ant megmutatja Agnesnek, hogy ez már megtörtént vele és a családjával, és hogy Paddy és Ciara a Daltonokat akarják a következő áldozataikká tenni. Agnes megjátssza, hogy menstruál, és sikerül Louise-t és Bent kettesben hagynia, hogy elmagyarázzák a helyzetet. A család a végsőkig elkeseredve úgy dönt, hogy elmennek, nyugodtan, hogy ne keltsenek gyanút, és kapcsolatba lépnek a rendőrséggel, hogy megmentsék Antot.
Paddy és Ciara, akik rájönnek, hogy kitalálták, megrongálják Daltonék autóját, és elrejtik Agnes nyusziját, hogy feltartóztassák őket, és közben finoman gúnyolódnak rajtuk. Amikor Daltonék végül elhajtanak, Paddy egy tóba dobja Antot, aki nem tud úszni. Ben megmenti Antot, mielőtt a fegyveres Paddy és Ciara elfogja őket. Arra kényszerítik őket, hogy átutalják a megtakarításaikat, mielőtt felkészülnek a megölésre és Agnes nyelvének kivágására. Dulakodás alakul ki, Paddy megsérül, Daltonék és Ant pedig a házba menekülnek. Paddy, Ciara és bűntársuk, Mike vadásznak a családra. Louise-nak sikerül megölnie Mike-ot és megmenteni Bent, mielőtt a család a tetőre menekül. Ciara a halálba zuhan. Miközben a család menekülni próbál, Paddy előbukkan, és fegyvert fog Agnesre. Agnesnek sikerül beadni Paddy-nek egy ketaminos fecskendőt, amivel cselekvésképtelenné teszi. Ahogy a család távozik, Ant odamegy a legyőzött "apjához", és miután Paddy azzal nyugtázza a sorsát, hogy azt mondja Antnak: "Ez az én fiam", a feldühödött Ant bosszúból egy téglával agyonveri. A család és Ant elhagyják a tanyát; a kocsikázás közben Agnes odaadja kitömött nyusziját Antnak, aki csendesen zokog.

## Szereplők
| Szerep        | Színész           | Magyar hang          |
| ------------- | ----------------- | -------------------- |
| Louise Dalton | Mackenzie Davis   | Németh Borbála       |
| Ben Dalton    | Scoot McNairy     | Rajkai Zoltán        |
| Agnes Dalton  | Alix West Lefler  | Zámbori Maya         |
| Ant           | Dan Hough         | Nem szólal meg       |
| Paddy         | James McAvoy      | Hevér Gábor          |
| Ciara         | Aisling Franciosi | Földes Eszter        |
| Mike          | Kris Hitchen      | Béres Miklós         |
| Muhjid        | Motaz Malhees     | Bányai Kelemen Barna |

### Magyar változat
- Főcím: Galambos Péter
- Magyar szöveg: Speier Dávid
- Felvevő hangmérnök: Jacsó Bence
- Vágó: Kajdácsi Brigitta
- Gyártásvezető: Kincses Tamás
- Szinkronrendező: Tabák Kata
- Produkciós vezető: Hagen Péter

A szinkront a Mafilm Audio Kft. készítette.

## A film készítése
James Watkins írta és rendezte a filmet a Blumhouse Productions részére. A látogatás című 2022-es dán film remake-je. 2023 áprilisában bejelentették, hogy James McAvoy és Mackenzie Davis is bekerült a szereposztásba. A következő hónapban Scoot McNairy csatlakozott a szereplőgárdához.
A forgatás Horvátországban és az angliai Gloucesterben zajlott májusban, és várhatóan júliusban fejeződött volna be, mielőtt a 2023-as SAG-AFTRA sztrájk miatt öt nappal a forgatást felfüggesztették. November közepén folytatódott a gyártás az Egyesült Királyságban.

## Bemutató
A Szádra ne vedd a tervek szerint 2024. szeptember 13-án kerül a mozikba a Universal Pictures forgalmazásában. Az eredetileg augusztus 9-én jelent volna meg.